# きっと愛は不公平
『きっと愛は不公平』（きっとあいはふこうへい）は、松室政哉の2枚目のEP。

## 解説
- 1st EP「毎秒、君に恋してる」から約3ヶ月ぶりのリリース。
- キャッチコピーは「全ての恋愛が、片想い説。」。
- 規格品番は、初回限定盤がCD+DVD：UMCA-19055、通常盤がCD：UMCA-10055。
- ジャケットのアートワークは、イラストレーターの坂内拓が担当。

## 収録曲
CD
1. きっと愛は不公平
  - 作詞・作曲：松室政哉／編曲：河野圭
2. 踊ろよ、アイロニー
  - 作詞・作曲・編曲：松室政哉
  - 2015年に行ったレコーディング合宿での音源を、歌入れのみ録り直しをして収録している。[1]
3. Jungle Pop
  - 作詞・作曲・編曲：松室政哉
  - インディーズ時代の楽曲「セッション」が原曲となっている。
  - 2015年に行ったレコーディング合宿での音源を収録している。[1]
4. スニーカー予報
  - 作詞・作曲・編曲：松室政哉

## 演奏
- 松室政哉
  - Vocal, Chorus
  - Acoustic Guitar (#2-4)
  - Other Instruments (#4)
- あらきゆうこ
  - Drums (#1.3)
- 岡本啓佑 (黒猫チェルシー)
  - Drums, Tambourine (#2)
- 種子田健
  - Bass (#1)
- 植松慎之介
  - Bass (#2.4)
- 山口寛雄
  - Bass (#3)
- 黒田晃年
  - Acoustic Guitar, Electric Guitar (#1)
- オカモトコウキ (OKAMOTO'S)
  - Electric Guitar (#2)
- 中嶋康孝
  - Electric Guitar (#3)
- 須原杏ストリングス
  - Strings (#1)
- 河野圭
  - Piano (#1)
- 磯貝サイモン
  - Piano, Organ (#2.3)
- ハタヤテツヤ
  - Wurlitzer (#4)
- 高橋結子
  - Percussions (#3)
- 川上鉄平
  - Trumpet (#3)
- 東條あづさ
  - Trombone (#3)
- 武嶋聡
  - Tenor Sax (#3)

## 初回限定盤特典内容
DVD
- きっと愛は不公平 Music Video（完全版）
- きっと愛は不公平 Music Video Making
- At The Fukumimi Studio〜イッツ・オールライト・ママ〜View From Seiya Matsumuro